# Fljótshnúkur
Fljótshnúkur är ett berg i republiken Island. Det ligger i regionen Norðurland eystra, 220 km öster om huvudstaden Reykjavík. Toppen på Fljótshnúkur är 814 meter över havet, eller 152 meter över den omgivande terrängen. Bredden vid basen är 4,4 km.
Trakten runt Fljótshnúkur är nära nog obefolkad, med mindre än två invånare per kvadratkilometer. Det finns inga samhällen i närheten. Trakten runt Fljótshnúkur består i huvudsak av gräsmarker.